# フォルミア
フォルミア（伊: Formia）は、イタリア共和国ラツィオ州ラティーナ県にある、人口約37,000人の基礎自治体（コムーネ）。

## 地理

### 位置・広がり

#### 隣接コムーネ
隣接するコムーネは以下の通り。括弧内のFRはフロジノーネ県所属を示す。
- エスペーリア (FR)
- ガエータ
- イトリ
- ミントゥルノ
- スピーニョ・サトゥルニア

### 気候分類・地震分類
フォルミアにおけるイタリアの気候分類 (it) および度日は、zona C, 967 GGである。
また、イタリアの地震リスク階級 (it) では、zona 3A (sismicità bassa) に分類される。

## 行政
- 広域行政組織である山岳部共同体（イタリア語版）「モンティ・アウルンチ山岳部共同体」 (it:Comunità montana dei Monti Aurunci) （事務所所在地: スピーニョ・サトゥルニア）に属する。

### 分離集落
フォルミアには、以下の分離集落（フラツィオーネ）がある。
- Acqualonga, Castellone, Castellonorato, Gianola-Santo Janni, Maranola, Mola, Penitro, Rio Fresco, San Giulio, San Pietro, Santacroce, Trivio, Vindicio

## 姉妹都市
- フェラーラ  イタリア
- フルーリー＝レゾブレ  フランス 2004年から
- Gracanica  ボスニア・ヘルツェゴビナ
- ハーニンゲ市  スウェーデン
- サンテーラモ・イン・コッレ  イタリア